# Prunus rhamnoides
Prunus rhamnoides là loài thực vật có hoa trong họ Hoa hồng. Loài này được Koehne miêu tả khoa học đầu tiên năm 1915.